# Jessica-Jane Applegate
Jessica-Jane Applegate (22 de agosto de 1996), es una nadadora paralímpica británica. Applegate compite en la clasificación S14 para nadadores con discapacidad intelectual, principalmente estilo libre y espalda, prefiriendo las distancias más cortas. Se calificó para los Juegos Paralímpicos de Londres 2012 y el 2 de septiembre en el S14 200 m estilo libre, Applegate ganó el oro estableciendo un récord paralímpico.
Fue nombrada miembro de la Orden del Imperio Británico (MBE) en los Honores de Año Nuevo 2013 por su servicio a la natación.

## Biografía
Applegate nació en 1996 en Great Yarmouth, Norfolk, Inglaterra. Se le diagnosticó trastorno del espectro autista, y comenzó a nadar a una edad temprana después de que su madre la llevara al Club de Natación de Lowestoft y Oulton Broad. Educada en la Academia Ormiston Venture, a la edad de 13 años estaba estableciendo récords regionales y fue seleccionada para un programa de talentos deportivos del Reino Unido.

## Carrera en natación
Hacia finales de 2011, Applegate estaba mostrando potencial como nadadora competitiva internacional, estableciendo el segundo tiempo paralímpico mundial más rápido en los 50 m y el tercero más rápido en los 200 m estilo libre en el Abierto de invierno de Gales. En 2012, participó en su primer torneo en el extranjero en el Abierto de Berlín, obteniendo dos bronces, en los 50 m y 100 m estilo libre. Applegate luego siguió su éxito en Berlín al obtener el oro en los 200 m estilo libre en el Campeonato Británico de Natación de 2012 en marzo. Al obtener el oro no únicamente terminó cuatro segundos dentro del tiempo de clasificación para los Juegos Paralímpicos de Gran Bretaña, sino que también estableció un nuevo récord británico.
Su último gran encuentro antes de los Juegos Paralímpicos, el Campeonato Internacional Británico de Natación para Discapacitados de 2012, le hizo ganar tres medallas. Consiguió la plata en las carreras de 50 y 100 metros libres en clase S14, y luego en el último día del torneo, en una carrera muy reñida contra la irlandesa Bethany Firth, consiguió el oro con un tiempo de 2:15.23. Sus resultados en los torneos os anteriores vieron a Applegate clasificarse para los Juegos Paralímpicos de Londres 2012 tanto en los 200 metros libres de la clase S14 como en los 100 metros espalda. 

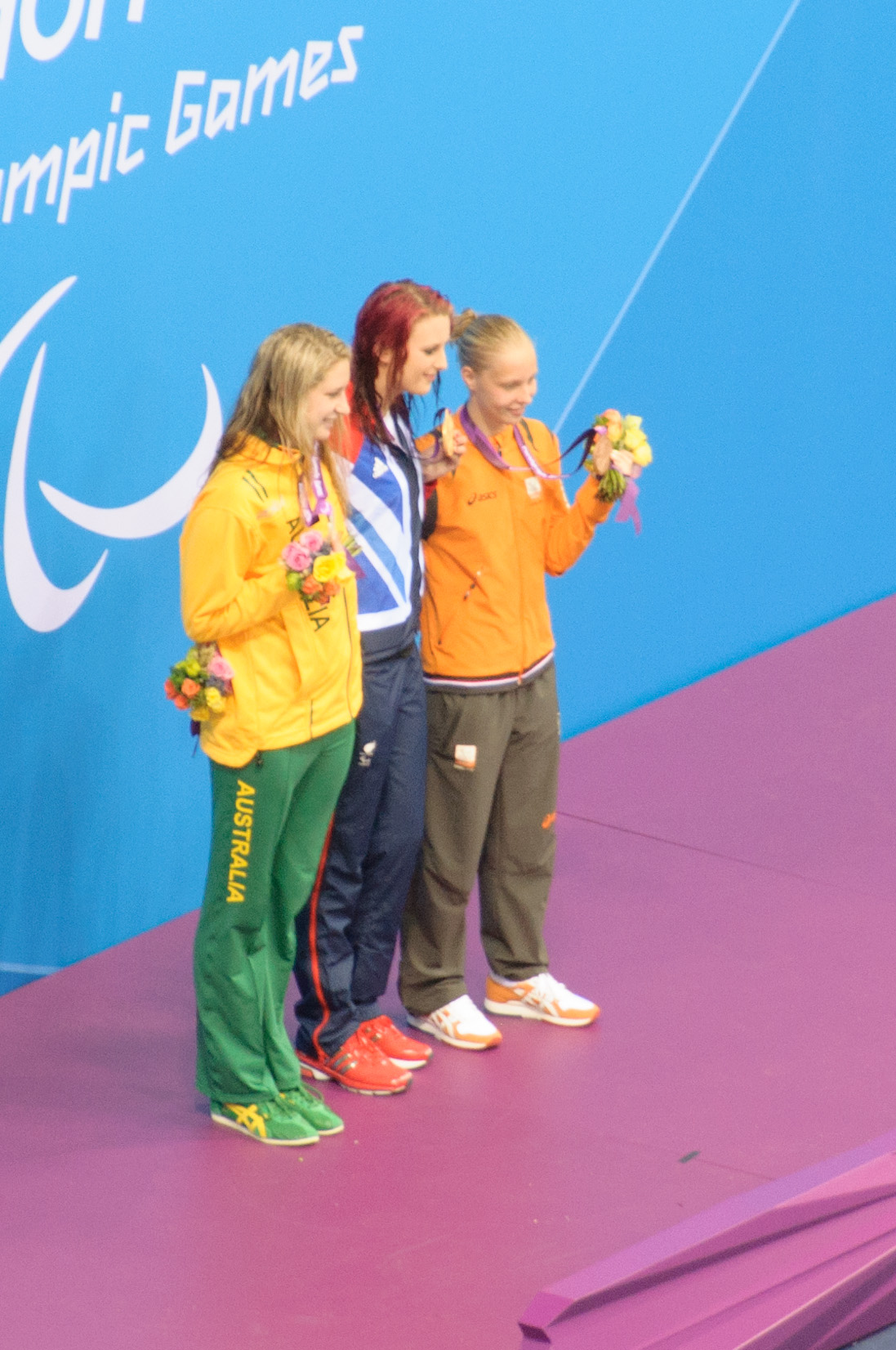
Jessica-Jane Applegate -en el centro- con su medalla de oro en los 200 metros libres de la clase S14, ganada en los Juegos Paralímpicos de Londres 2012.

En los Juegos Paralímpicos, el primer evento de Applegate fue los 100 m espalda el 31 de agosto. Se clasificó en tercer lugar en las series y luego nadó una marca personal de 1:09.58 en la final para terminar justo fuera de las medallas en cuarto lugar. En los 200 metros libres, Applegate se clasificó para la final en primer lugar con un tiempo de 2:14.31. Luego mejoró de nuevo en la final, viniendo desde atrás en la longitud final para ganar la medalla de oro y establecer un tiempo de 2:12.63, un récord paralímpico.
En 2013 volvió a representar a Gran Bretaña cuando viajó a Montreal para competir en los Campeonatos Mundiales del IPC. Allí ganó tres medallas, incluyendo un oro en los 200 metros libres. También obtuvo la plata en los 200 m y el bronce en los 100 m libres.
También representó a Gran Bretaña en los Juegos Paralímpicos de Río de Janeiro 2016.